# Klüsserath
Klüsserath, amtliche Schreibweise bis 16. Juli 1936: Clüsserath, an der Mosel ist eine Ortsgemeinde im Landkreis Trier-Saarburg in Rheinland-Pfalz, etwa in der Mitte von Bernkastel-Kues und Trier gelegen. Sie gehört der Verbandsgemeinde Schweich an der Römischen Weinstraße an.

## Geographie

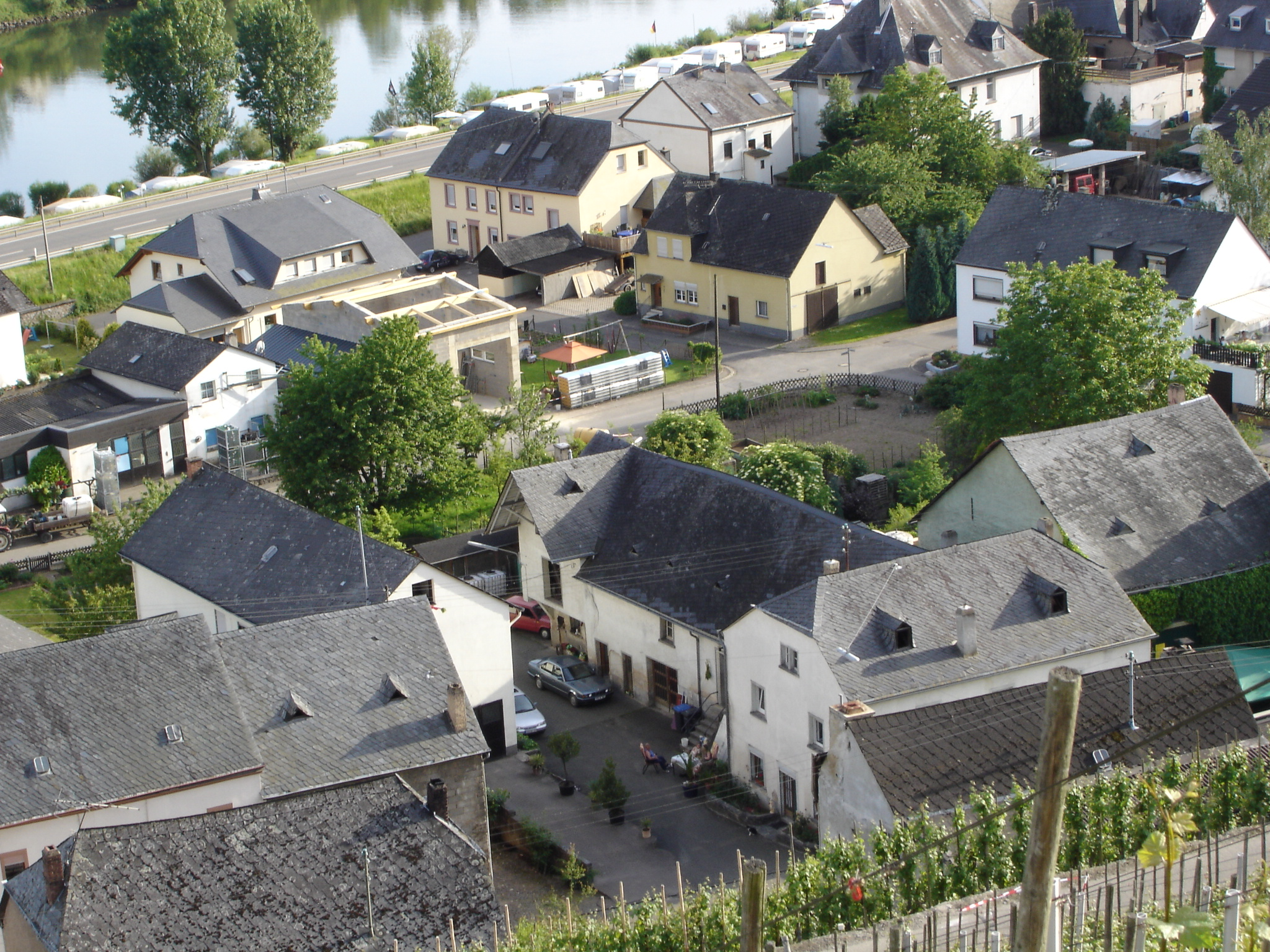
Klüsserath zwischen Mosel und Weinbergen

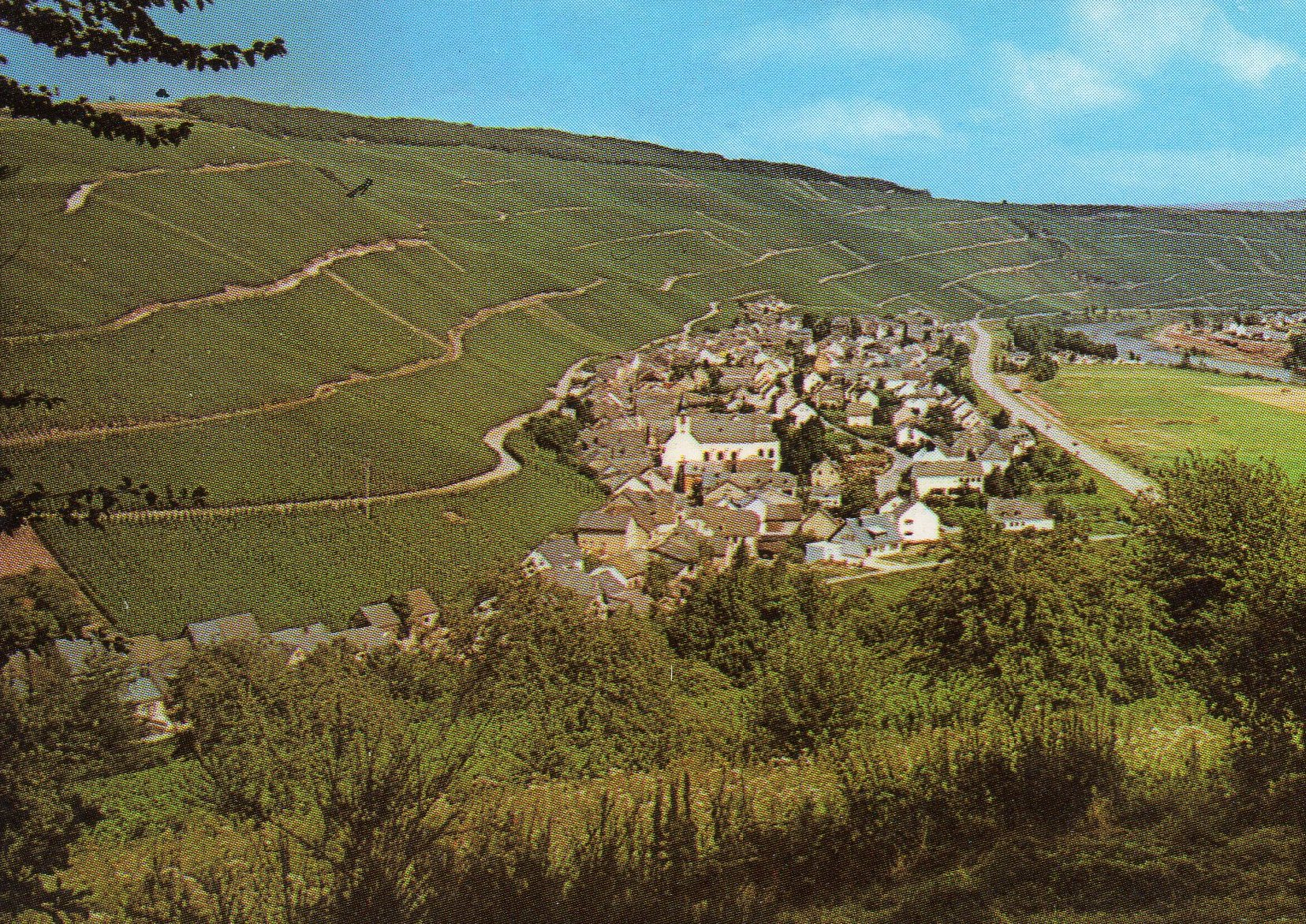
Ortsansicht vom Osthang des Rudembergs aus (rechtes Salmufer), auf einer Ansichtskarte von 1976

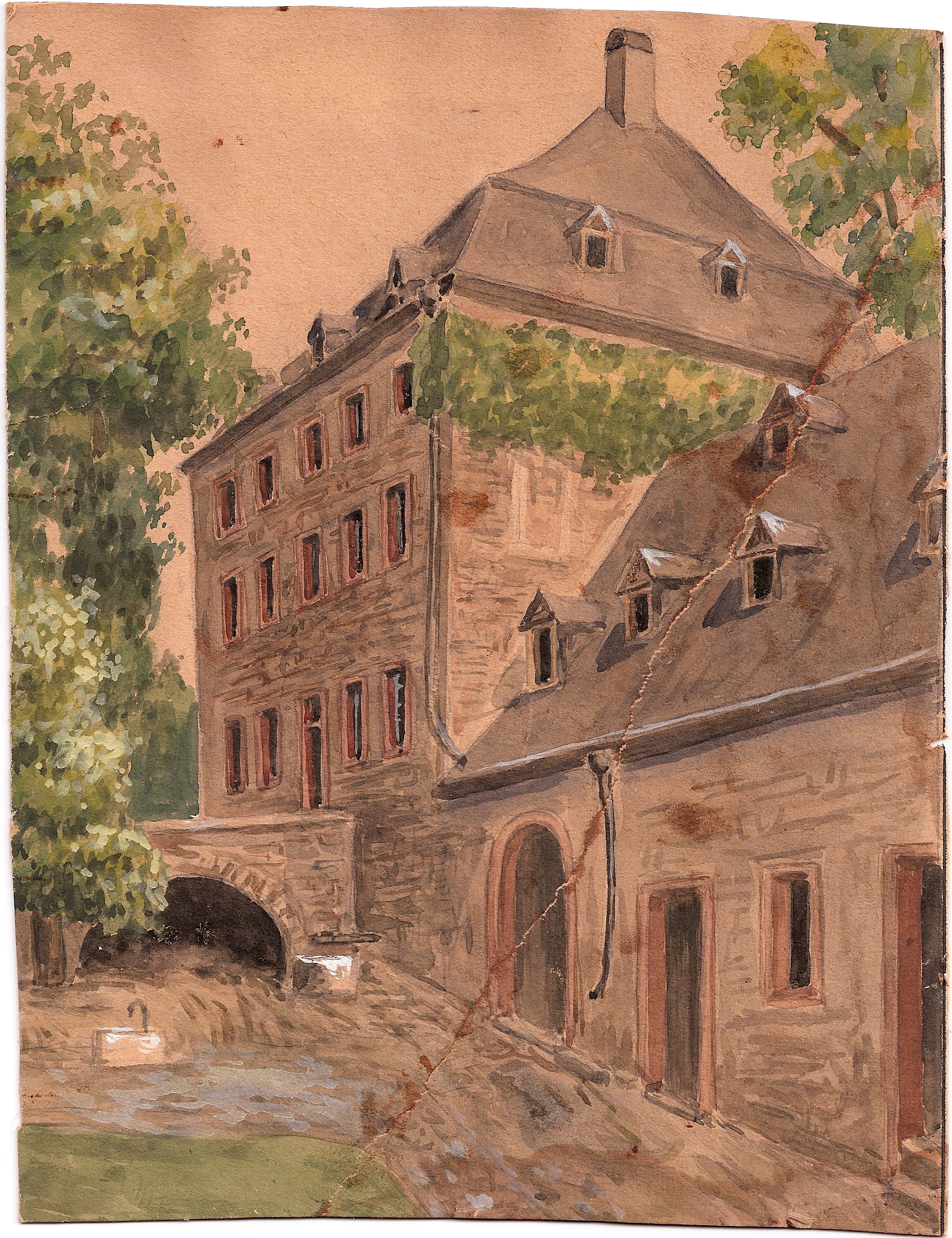
Wasserburg Klüsserath in 1850

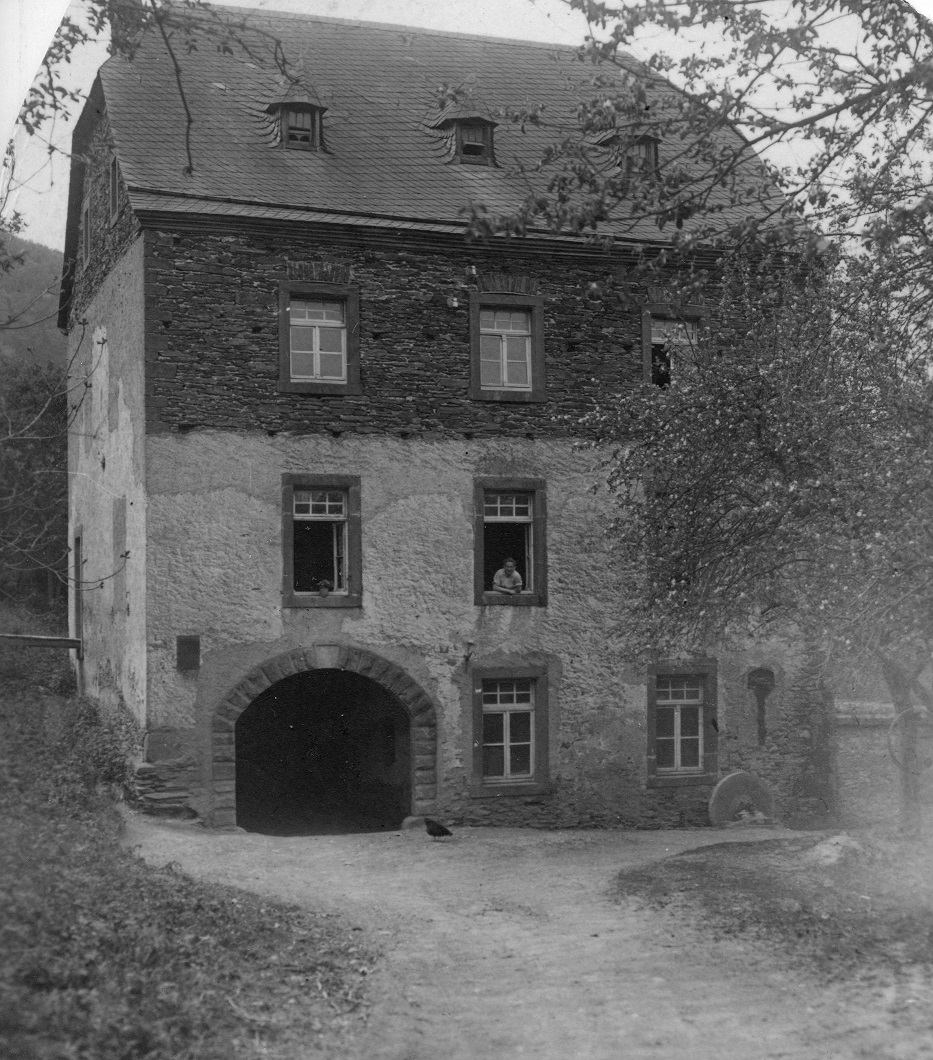
Mühle aus dem 16. Jahrhundert (Foto von 1945)

### Lage
Klüsserath liegt an der östlichen Grenze des Landkreises Trier-Saarburg, es schließt sich der Landkreis Bernkastel-Wittlich an.
In einem weiten, natürlichen Amphitheater des Moseltales gelegen, gilt die den Ort hinterfangende Weinwand der „Klüsserather Bruderschaft“ als klassischer, steil nach Süden geneigter Mittelmosel-Weinberg. Ca. 90 Hektar Weinberge mit bis zu 83 % Hangneigung machen die Kernlage zu einem der größten zusammenhängenden Südhänge der Mosel. Der Ort Klüsserath – als klassisches Straßendorf erstreckt sich zwischen diesem Prallhang und der Mosel auf zwei Kilometer Länge. Die langen Parallelstraßen sind durch kleine Gässchen miteinander verbunden. Die Ausdehnung Klüsseraths hat sprichwörtlichen Charakter: So lang wie Klüsserath.
Bekannt ist auch der Ausdruck: Richt aus Klüssert (geradeaus Klüsserath), was etwa schnurgeradeaus bedeutet.
Bei Klüsserath mündet die Salm in die Mosel.
Zwischen Ort und Moselvorland führt die B 53 als ehemalige Mittelmoselstraße über einen Hochwasserschutzdamm entlang, der von 1927 bis 1933 errichtet wurde.

### Nachbargemeinden
Im Uhrzeigersinn beginnend im Norden hat Klüsserath folgende Nachbargemeinden:
Hetzerath, Rivenich, Klausen (alle drei Verbandsgemeinde Wittlich-Land), Piesport, Neumagen-Dhron (beide Verbandsgemeinde Bernkastel-Kues) (diese gehören jeweils zum Landkreis Bernkastel-Wittlich); Trittenheim, Köwerich, Thörnich, Ensch, Bekond (Verbandsgemeinde Schweich an der Römischen Weinstraße, Landkreis Trier-Saarburg).

## Geschichte

### Bedeutung des Ortsnamens
Der Ortsname Klüsserath war unterschiedlichsten Deutungen ausgesetzt. Die Endsilbe „-rath“ spricht für einen Rodungsort (eine Siedlung, die durch Rodung entstanden ist). Der erste Teil des Ortsnamens könnte von Chlodwig oder Chlothar abgeleitet sein. Ebenso könnte die Endung „-rada“ auch auf Sumpfgebiet im Zusammenfluss von Mosel und Salm hindeuten.

### Vorrömische und römische Zeit
Verschiedene regionale Geschichtsforscher stimmen überein, dass Klüsserath ursprünglich von Kelten angelegt und bewohnt worden sei, obwohl keine gesicherten Beweise dazu vorliegen. Demnach gehörte die einheimische Bevölkerung dem keltischen Stamm der Treverer an.
Auf seiner Reise nach Trier besuchte der berühmte Rhetor und Dichter Ausonius das Gebiet am Zusammenfluss von Salm und Mosel und berichtet davon in seiner Mosella: „Da, wo längs des Stromes grünende Matten sich dehnen, wo schäumend die Salm, ungebärdig, kein verächtlich Wässerlein, sich mit Mosella eint, ist, sonst in der Landschaft Friede, mein Heimatland, mein neues. Mit Wild und Fisch und Reben, wo wären sie reicher zu finden! Diana, Göttin der Jagd, schütze du die Heimat, die neue.“

### Mittelalter
Ende des 5. Jahrhunderts stießen die Franken bis nach Trier vor, in der Folgezeit nahmen sie das Land im Moseltal in Besitz. So ließen sie sich auch in Klüsserath im östlich gelegenen Teil des Ortes nieder, während die galloromanischen Einwohner an der Salm gesiedelt hatten. An der Stelle der hiesigen Burg soll sich ein fränkischer Herrenhof befunden haben, zu dem auch die erste Klüsserather Kirche (Michelskirche) gehörte.
Frühe Herrschaftsverhältnisse sind für Klüsserath schon für das Jahr 634 belegt. Die Abtei Echternach dürfte von Irmina von Oeren Weinberge samt Winzer und allem Zubehör erhalten haben. 698 schenkte Gerelind, Tochter des Hausmeiers Odo, und Plektruds Enkel Arnulf, dem Gründer der Abtei in Echternach, dem Heiligen Willibrord, Güter in Klüsserath. Der Echternacher Hof am östlichen Ortsende ist der Nachfolger eines Hofs aus dem achten Jahrhundert.
Chrodegang, Bischof von Metz, schenkte am 20. Mai 748 der von ihm gegründeten Abtei Gorze viele Besitzungen der Metzer Domkirche, u. a. auch „das Dorf Cluserado“. Am 12. November 826 tauschte die Abtei Prüm mit dem Grafen Sigard verschiedene Güter und erhielt dafür unter anderem Ländereien und Weinberge in Klüsserath. Ebenso besaß das Bistum Trier Grundbesitz in Klüsserath. Es scheint so, dass in Klüsserath mehrere Grundherrschaften zur gleichen Zeit bestanden.
Um 1200 erlangte das Kloster Sankt Thomas an der Kyll ebenfalls verschiedene Güter in Klüsserath. Ab Ende des 13. Jahrhunderts traten die Herren von Bruch als Grundherren in Klüsserath auf, bekamen dort unter anderem ein „Haus“, bei dem es sich wohl um die heute noch erhaltene Wasserburg handeln dürfte. Diese wird erstmals 1270 urkundlich erwähnt. Die steinerne Brücke wurde über dem zugeschütteten Graben anstelle der ehemals überdachten hölzernen Brücke errichtet. Heute befindet sich die Burg in Privatbesitz.
1295 wird zum ersten Mal von einer Pfarrkirche berichtet, die St. Remigius und später auch St. Michael geweiht war. Aus dem Jahre 1304 gibt es Aufzeichnungen vom Bau einer neuen größeren Kirche, dessen gotischer Chor in der heutigen Pfarrkirche noch zu sehen ist.

### Frühe Neuzeit
Am 15. Dezember 1468 übernahm der Trierer Kurfürst Johann II. „das Dorf Clüsserath in aller Form in seinen Schutz und seine Verwaltung“. 1512 unterbrach Kaiser Maximilian I. in Klüsserath seine Reise nach Trier zum Reichstag.
Der in Klüsserath amtierende Pfarrer Johann Gerhard von Manderscheid gründete 1681 eine Rosenkranzbruderschaft und stiftete dazu dieser Vereinigung neun Weinberge. Die Weinberge stellten Einkünfte dar, mit deren Hilfe man regelmäßige und dauernde Besetzung der Pfarrstelle anstrebte. Daher rührt der Name der heute bekannten Weinlage. Um 1700 ersetzt ein Neubau den alten Echternacher Hof, der bis heute erhalten ist.

### 18. Jahrhundert bis 1945

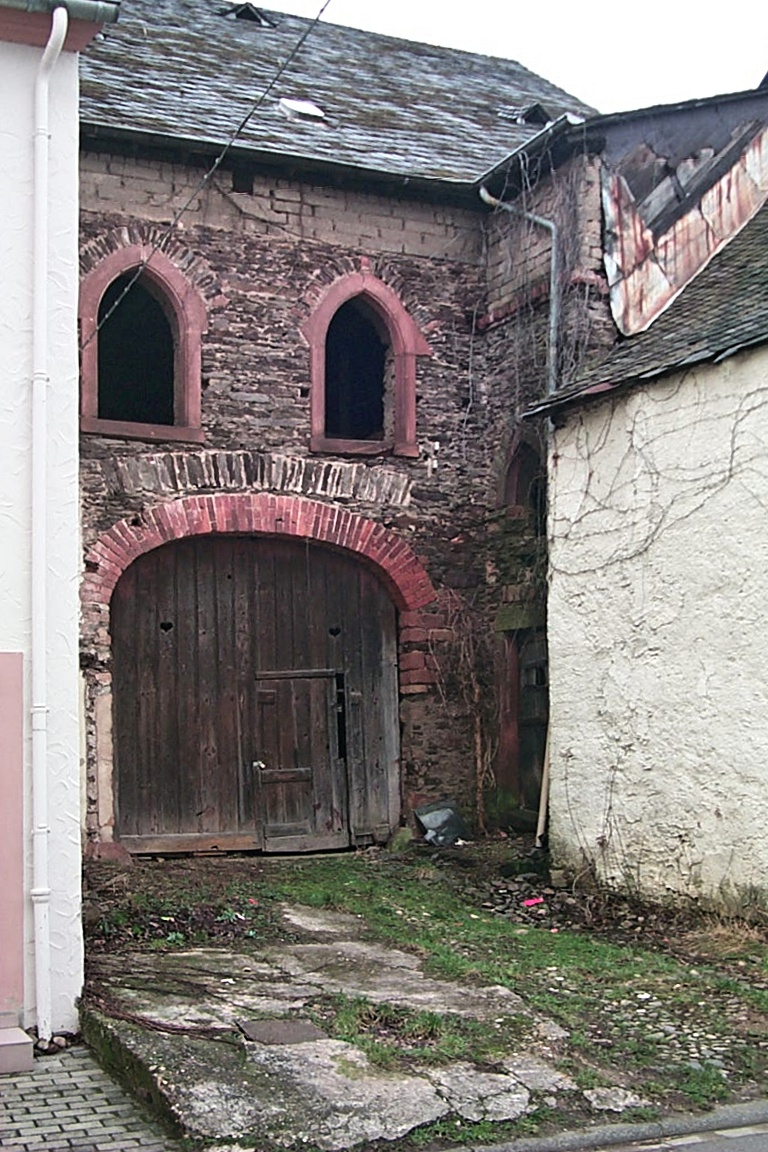
Ehemalige Synagoge

Am 15. Mai 1783 fand die Grundsteinlegung für den Neuaufbau der Pfarrkirche statt, die am 27. Mai 1787 eingeweiht wurde.
Bis Ende des 18. Jahrhunderts gehörte Klüsserath landesherrlich zum Kurfürstentum Trier und war Teil der Pflege Leiwen des Amtes Pfalzel.
Infolge der Inbesitznahme der Region durch französische Revolutionstruppen gehörte der Ort Klüsserath von 1798 bis 1814 zum französischen Kanton Schweich im Saardepartement.
Aufgrund der auf dem Wiener Kongress getroffenen Vereinbarungen wurde die Region dem Königreich Preußen zugeordnet. Unter der preußischen Verwaltung kam Klüsserath zum Landkreis Trier im Regierungsbezirk Trier, der von 1822 an zur Rheinprovinz gehörte. Die Gemeinde Klüsserath wurde der Bürgermeisterei Trittenheim zugeordnet.
Die hiesige Burg wurde 1803 versteigert.
Im Jahre 1909 ersetzte eine Ponton-Fähre die alte Nachenfähre nach Köwerich. 1922 wurde im Gedenken an die Gefallenen des Ersten Weltkriegs ein Kriegerdenkmal auf dem Friedhof errichtet. Im Jahre 1923, im Zuge der Besetzung des Ruhrgebiets durch die Alliierten, und durch die Inflation wurde in Klüsserath nur noch mit französischen Francs bezahlt. 1933/34 wurde die Pfarrkirche auf die heutige Größe erweitert.
Das Ende des Zweiten Weltkriegs erlebten die Klüsserather Bürger am 18. März 1945. Die Amerikaner besetzten das Dorf in den frühen Morgenstunden des 10. März, nachdem die letzten deutschen Soldaten am Abend zuvor über die Mosel nach Köwerich und Trittenheim abgezogen waren. Am 11. März eröffneten jedoch deutsche Geschütze bei Heidenburg das Feuer auf das besetzte Klüsserath, das bis zum 18. März mehr oder weniger anhielt. Während dieser Kämpfe hatte die Zivilbevölkerung die schwersten Verluste. Viele Häuser wurden durch Granaten schwer beschädigt, unter anderem die Kirche und die Burg.

### Nachkriegszeit
Bis 1960 setzt rege Bautätigkeit ein, sodass die Kirche instand gesetzt, Wasserleitungen gebaut, die Salmbrücke neugebaut und alle Dorfstraßen ausgebaut werden konnten. 1963 wurde die neue Schule, die als Mittelpunktschule (später als Grund- und Hauptschule) fungierte, eingeweiht. Im Juni 1964 ist die Kanalisierung der Mosel abgeschlossen. 1966 wurde der Kindergarten seiner Bestimmung übergeben.
Im Zuge der rheinland-pfälzischen Verwaltungsreform wurde am 9. November 1970 die Verbandsgemeinde Klüsserath (ehemaliges Amt Klüsserath) aufgelöst:
die Gemeinden Bekond, Detzem, Ensch, Klüsserath, Köwerich, Leiwen, Pölich, Schleich und Thörnich kamen zur Verbandsgemeinde Schweich. Die Verbandsgemeinde Schweich ist Rechtsnachfolgerin der aufgelösten Verbandsgemeinde Klüsserath geworden.
Die Orte Breit, Büdlich und Heidenburg kamen zur Verbandsgemeinde Thalfang und Naurath (Wald) kam zur Verbandsgemeinde Hermeskeil.
Zum Schuljahr 1974/75 wurde die Hauptschule aufgelöst, es wurde eine Grundschule gebildet. Am 30. Mai 1986 wurde die neue Sport- und Mehrzweckhalle feierlich eingeweiht.

### Bevölkerungsentwicklung
Die Entwicklung der Einwohnerzahl von Klüsserath, die Werte von 1871 bis 1987 beruhen auf Volkszählungen:
| Jahr | Einwohner |
| ---- | --------- |
| 1815 | 785       |
| 1835 | 908       |
| 1871 | 1.079     |
| 1905 | 1.047     |
| 1939 | 1.133     |
| 1950 | 1.239     |
| 1961 | 1.258     |

| Jahr | Einwohner |
| ---- | --------- |
| 1970 | 1.251     |
| 1987 | 1.120     |
| 1997 | 1.117     |
| 2005 | 1.111     |
| 2011 | 1.098     |
| 2017 | 1.061     |
| 2024 | 1.100     |

## Politik

### Gemeinderat
Der Gemeinderat in Klüsserath besteht aus 16 Ratsmitgliedern, die bei der Kommunalwahl am 9. Juni 2024 in einer personalisierten Verhältniswahl gewählt wurden, und dem ehrenamtlichen Ortsbürgermeister als Vorsitzendem.
Die Sitzverteilung im Gemeinderat:
| Wahl | SPD | CDU | WG 1 * | WG 2 | Gesamt   |
| ---- | --- | --- | ------ | ---- | -------- |
| 2024 | –   | 5   | 11     | –    | 16 Sitze |
| 2019 | –   | 9   | 7      | –    | 16 Sitze |
| 2014 | –   | 9   | 7      | –    | 16 Sitze |
| 2009 | –   | 7   | 9      | –    | 16 Sitze |
| 2004 | 1   | 4   | 8      | 3    | 16 Sitze |
| 1999 | 2   | 3   | 8      | 3    | 16 Sitze |

### Ortsbürgermeister
Hans-Werner Lex wurde am 10. Juli 2024 Ortsbürgermeister von Klüsserath. Bei der Direktwahl am 9. Juni 2024 war er als einziger Bewerber mit einem Stimmenanteil von 91,4 % für fünf Jahre gewählt worden.
Sein Vorgänger Norbert Friedrich (FWG Friedrich) war 2019 erneut zum Ortsbürgermeister gewählt worden, nachdem er bereits 1999, 2004 und 2009 von den Wählenden für dieses Amt bestimmt worden war. Im Jahr 2014 wurde Günter Herres (CDU) als Ortsbürgermeister gewählt.

### Wappen
| Wappen von Klüsserath | Blasonierung: „Im oberen Bereich ein rotes Balkenkreuz auf silbernem Grund, belegt mit goldener Lilie mit silbernem Bund. Das Wappen schließt unten ein roter Schildfuß ab, darin sechs (3:2:1) goldene Längsschindeln.“ |
| Wappen von Klüsserath | Wappenbegründung: Klüsserath gehörte früher zur Landesherrschaft des Kurfürstentums Trier (daher das kurtrierische rote Kreuz in Silber). Die Lilie weist auf Maria, die Mutter Jesu als Pfarrpatronin von Klüsserath. Der Schildfuß ist dem Wappen der Ritter von Hagen zur Motte entnommen (vom Grabstein des 1558 verstorbenen Junkers Richard von Hagen). |

## Kultur

### Sehenswürdigkeiten

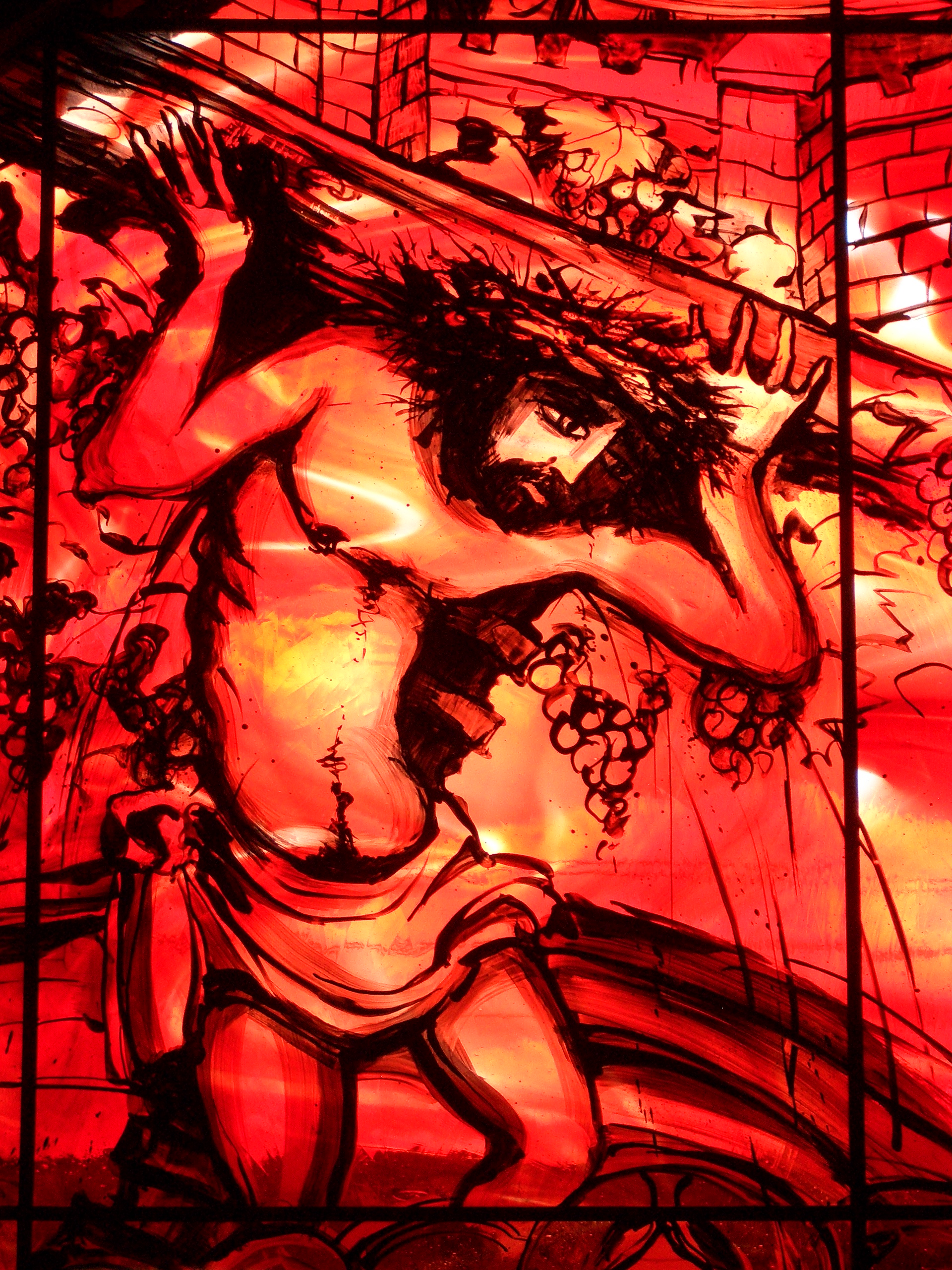
Der „Klüsserather Keltertreter“, Glasmalerei von Andreas Armin d´Orfey im Krippenmuseum „Domus praesepiorum“

- Pfarrkirche mit dem Grab des Kreuzfahrers Burgherrn Richard von Hagen (1449) und spätgotischem Chor
- Die ehemalige Wasserburg Klüsserath, heute privat bewohnt, erstmals 1270 urkundlich erwähnt, großer gotischer Gewölbekeller
- Ehemalige Gerichtslinde, an der sich noch die alten Eisenringe für die Häftlinge befinden
- Manche Winzerhäuser in Klüsserath besitzen Bausubstanz aus dem 17. Jahrhundert
- Echternacher Hof, ein Weingut aus dem 18. Jahrhundert, aus Bruchsandstein errichtet
- Seit Ende Mai 2010 ist das Krippenmuseum geöffnet: „Haus der Krippen – Domus Praesepiorum“

### Regelmäßige Veranstaltungen (Auswahl)
- Großes Fischessen, letztes Wochenende Juli, organisiert vom Angelverein
- Weinfest in der Ortslage, jedes Jahr Ende August
- Krippenausstellung, alle drei Jahre, vom ersten bis vierten Advent, nächstes Mal im Jahr 2017
- Klüsserather Passionsspiel, alle fünf Jahre, nächstes Mal im Jahr 2020 (geplant), aufgrund des Coronavirus verschoben auf 2021.[10]
- Internationale ADAC-Rallye Deutschland in den Weinbergen über der Gemeinde, jedes Jahr Ende August
- Seifenkistenrennen am dritten Maiwochenende
- Adventmarkt, 1. Advent, rund um die Kirche

### Wetterstation
Der Verein „Vereinigte Weingüter der Klüsserather Bruderschaft“ hat an der Wetterstation einen Aussichtspunkt eingerichtet. Die Wetterstation ist Start und Ziel des Klüsserather Sagenwegs. Zudem ist sie das Ziel des neu errichteten Weinlehrpfades, der bei der Kirche beginnt und quer über die Klüsserather Bruderschaft führt. Die Klüsserather Winzer veranstalten regelmäßig sonntags einen Weinstand auf dem Aussichtspunkt.

## Weinlagen
- Klüsserather Bruderschaft (Großlage St. Michael)

## Persönlichkeiten
- Johannes Matthias Welter (1735–1809), Abt der Abtei St. Matthias in Trier
- Peter Krisam (1901–1985), Maler und Kunstlehrer